# Juju
Pour les articles homonymes, voir Juju (homonymie).

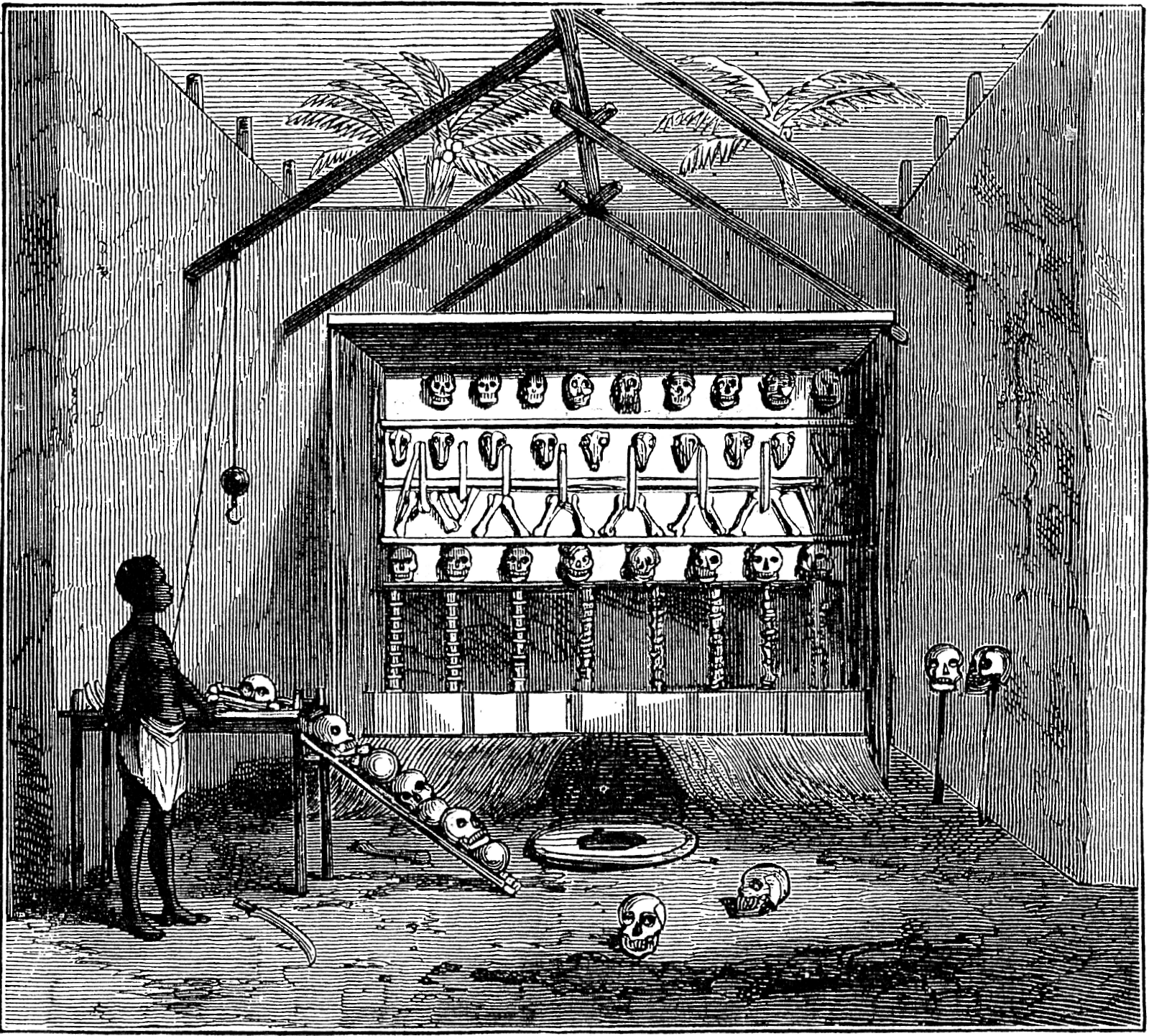
Maison juju, au Bénin. Illustration britannique de 1873.

Le juju (ou ju-ju) était un terme utilisé par les Européens pour désigner les pratiques religieuses traditionnelles d'Afrique de l'Ouest.
De nos jours, le juju, aussi appelé bò ou o bò, se réfère plus spécifiquement aux objets (amulettes) et sorts de la magie d'Afrique de l'Ouest. Pour le public européen, ces rituels magiques sont souvent confondus avec la pratique religieuse du vaudou africain. Cette pratique est notamment utilisée dans le trafic de prostituées nigérianes (Traite nigériane). 